# Denys Wilkinson
Denys Wilkinson (Leeds, 5 settembre 1922 – 22 aprile 2016) è stato un fisico britannico.

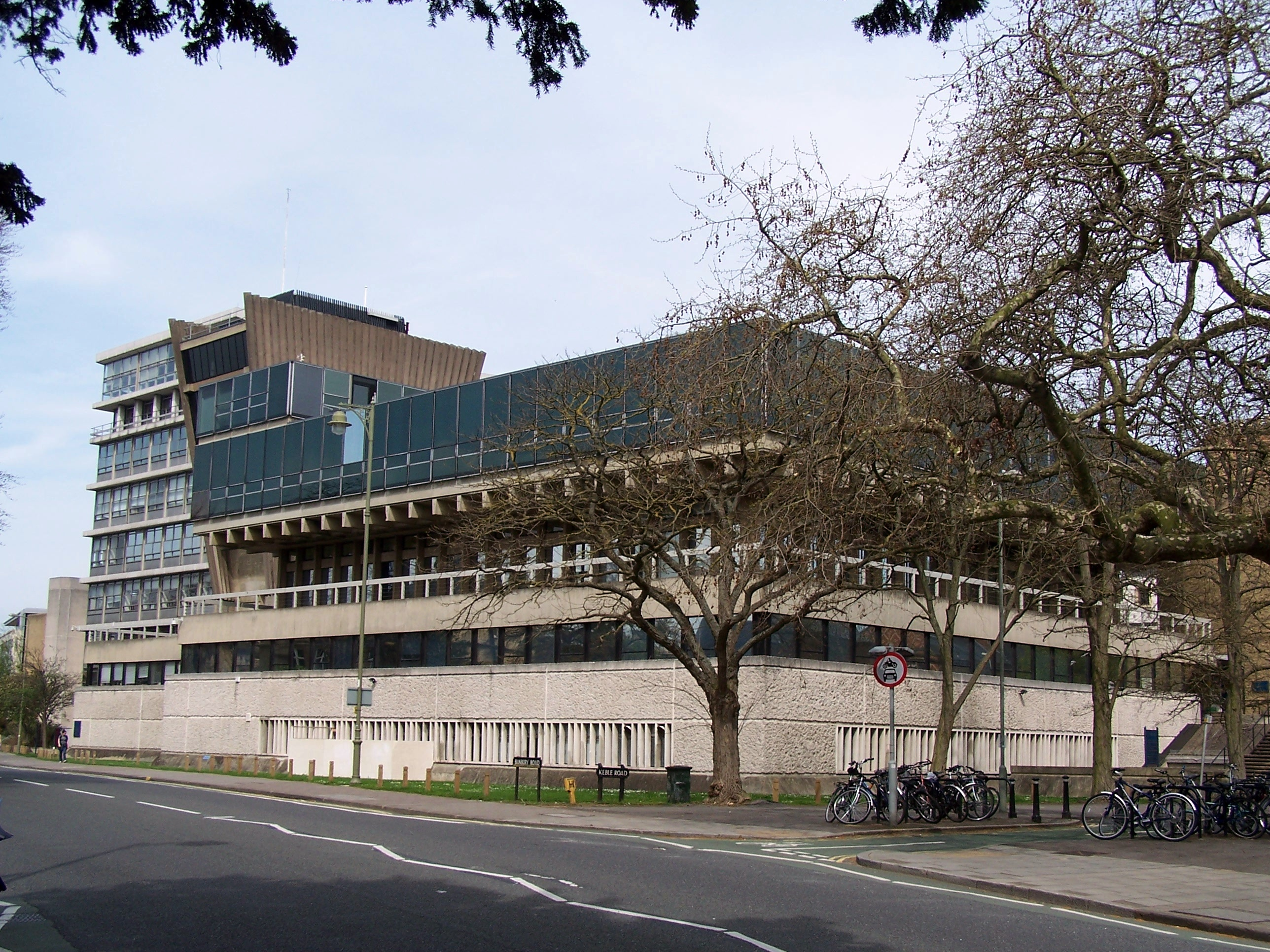
Il Denys Wilkinson Building all'interno del Dipartimento di Fisica dell'Università di Oxford

Denys Wilkinson studiò le proprietà dei nuclei con un basso numero di nucleoni e fu uno dei primi fisici a testare sperimentalmente del numero quantico isotopico nucleare dell'isospin.
Già fellow della Royal Society di Londra, fu nominato presidente dell'Electronic Experiments Committee del CERN di Ginevra. Sempre come estensione di tale ambito, applicò i concetti della fisica allo studio della navigazione degli uccelli.

È anche noto per l'invenzione di uno speciale convertitore analogico-digitale, a supporto del suo lavoro di laboratorio, che da lui prese nome.

## Biografia
Dopo aver frequentato la Loughborough Grammar School, nel 1943 si laureò al Jesus College di Cambridge. Durante la Seconda guerra mondiale collaborò con le autorità britanniche e canadesi a programmi di ricerca nell'ambito dell'energia atomica. Ritornato a Cambridge nel '46, l'anno successivo fu premiato con un dottorato di ricerca che gli permise di ricoprire una serie di incarichi culminati con la posizione di lettore in fisica nucleare, detenuta dal '56 al '57.

Dal 1944 al 1959, fu membro del Jesus College di Cambridge, e, a partire dal '56, fu eletto fellow della Royal Society di Londra.
Nel '57 fu nominato professore di fisica nucleare all'Università di Oxford, dove vinse la medaglia e il premio intitolati alla memoria del fisico Fernand Holweck. Due anni più tardi, divenne ordinario di fisica sperimentale a Oxford, e dal '62 al '76, direttore del Dipartimento di Fisica Nucleare.

Mentre era ordinario a Oxford, era allo stesso tempo fellow del Christ Church College locale.
Denys Wilkinson fu il presidente sia del Comitato di Fisica III che del comitato di esperimenti elettronici del CERN di Ginevra. Lasciata Oxford nel '76, assunse la carica di vice-cancelliere dell'Università del Sussex fino al 1987, quando fu nominato professore emerito di fisica in occasione del pensionamento.
Si spense il 22 aprile 2016, all'età di 93 anni. I suoi lavori sono conservati presso il Churchill Archives Centre di Cambridge. 

Il Nuclear Physics Laboratory dell'Università di Oxford, che aveva contribuito a creare, fu ribattezzato Denys Wilkinson Building in suo onore. L'edificio fu progettato dall'architetto britannico Philip Dowson nel '67, socio dell'allora studio Arup Associates. All'interno dell'area scientifica di Oxford, è parte del cosiddetto Keble Road Triangle, un complesso in stile neobrutalista, che idealmente unisce Banbury Road (a ovest), Keble Road (a sud) con il Thom Building, sede del dipartimento di Ingegneria edificata negli anni '60. Il Denys Wilkinson Building ospita il generatore di Van de Graaff dell'ateneo.

## Premi e riconoscimenti
- 1956: eletto fellow della Royal Society di Londra;
- 1957: Fernand Holweck Medal and Prize[2];
- 1961: membro onorario del Jesus College di Cambridge;
- 1965: Medaglia Hughes della Royal Society di Londra[1][10];
- 1974: Knight Bachelor[11];
- 1979: fellow onorario del Christ Church College di Oxford[2];
- 1980: Medaglia Royal della Royal Society di Londra[1][12];
- 1980: dottorato onorario all'Università di Uppsala[13];
- 2001: il Nuclear Physics Laboratory dell'Università di Oxford viene ribattezzato Denys Wilkinson Building.[14]